# Bob Hoskins
Robert William "Bob" Hoskins (født 26. oktober 1942, død 29. april 2014) var en engelsk filmskuespiller.
Med en baggrund i cirkus og teater blev Hoskins kendt af et større publikum i Dennis Potters tv-serie Pennies from Heaven (1978). På film fik han sit gennembrud i Mona Lisa (1986), efterfulgt af nuancerede og jordnære rolle-præstationer i film som A Prayer for the Dying (En messe for en morder, 1987) og The Lonely Passion of Judith Hearne (Judith Hearnes hemmelige lidenskab, 1987). Han spillede en privatdetektiv i selskab med tegnefilmfigurer i Who Framed Roger Rabbit (Hvem snørede Roger Rabbit, 1988), og spillede sammen med Cher i Mermaids (Skønne sild, 1990).
Han havde siden karakterroller i bl.a. Inderkredsen (1991; som Lavrentij Pavlovitj Berija), Nixon (1995; som J. Edgar Hoover), Felicia's Journey (1999), Enemy at the Gates (2001; som Nikita Khrusjtjov) og Son of the Mask (Jagten på Masken, 2005). Han debuterede som instruktør med anti-krigsskildringen The Raggedy Rawney (1988). I 1993 spillede Hoskins rollen som Mario fra Super Mario Bros: The Movie.

## Død
Hoskins døde den 29. april 2014 i en alder af 71 år som følge af lungebetændelse.